# Jugendforum Magdeburg
Das Jugendforum Magdeburg war ein Jugendbeteiligungsprojekt in der Stadt Magdeburg. Jugendliche im Alter von 12 bis 27 Jahren engagierten sich ehrenamtlich für ihr Umfeld – ihre Stadt – und Magdeburger Jugendliche. Es verstand sich als Interessenvertretung und Unterstützer für Anliegen junger Menschen. Neben der Umsetzung eigener Projekte unterstützte es als Youth Bank Jugendliche und ihre Projektideen mit Know-how, Motivation, Infrastruktur und Geld – bis zu 800 €. Als etabliertes Jugendbeteiligungsprojekt war es Ansprechpartner für Jugendliche und kooperierte mit anderen Institutionen der Stadt. Wegen Abwanderung wurde 2013 das Projekt beendet. 

## Geschichte
Im Jahr 2002 wurde bei der Sitzung Jugend im Stadtrat der Antrag auf ein Jugendbeteiligungsprojekt gestellt, da den Jugendlichen das bildungspolitische Mandat des Stadtschülerrats nicht genügte. Jugendliche entwickelten das Konzept des Jugendforums Magdeburg, das der Magdeburger Stadtrat 2003 annahm. Im März 2004 gründete sich das Jugendforum.
Insgesamt wurden über 230 Projekte mit mehr als 115.000 € gefördert.
Im Jahr 2011 war es ein Partner des bundesweit ersten „Jahres der Jugend“, das von Jugendlichen selbst geplant und umgesetzt wurde.
Seit 2015 hat der StadtJugendRing im Rahmen der Partnerschaft für Demokratie das demokratische Jugendforum mit jungen Menschen aus Jugendverbänden der Magdeburger Zivilgesellschaft aufgebaut.
Das Jugendforum Magdeburg nahm auf kommunaler Ebene wie auf bundesweiter Ebene an verschiedenen Projekten und Tagungen teil.
2005 erarbeitete es mit Schülern, Sponsoren und Stiftungen die erste Schülerrechtsbroschüre in Sachsen-Anhalt. Es war Bestandteil der Jugendbeteiligung der Stadt.
Die Projekte erhielten Auszeichnungen wie Kinderträume 2011 von der FIFA und dem DFB oder Ort im Land der Ideen stellvertretend für Youth Bank mit der Projektmesse.
Im Rahmen der Projektarbeit wurde das Jugendforum maßgeblich finanziell durch die Stadt Magdeburg unterstützt, erhielt für einzelne Projekte auch Gelder bei größeren Förderern, z. B. für StadtTräume – offene Türen, überraschende Einblicke im Jahr 2008.
Seit 2015 ist das Projekt Jugendforum beim StadtJugendRing Magdeburg e.V. angesiedelt und veranstaltet jährlich den Jugendaktionstag.

## Projekte
- jugend.forum
- Jugend im Stadtrat 2006, 2008, 2011
- Generationen Rocken
- Schülerrechtshomepage
- Tag der Jugend 2010
- GeoCaching Magdeburg
- Graffiti Projekt
- EinBlick ins Rathaus 2006, 2007, 2010
- Jugend bewegt
- Magdeburg wählt
- StadtTräume – offene Türen, überraschende Einblicke
- MediaCity
- Kandidatencheck (Oberbürgermeisterwahlen 2008)
- Imagekampagne KJFE
- Ausgegrenzt und Abgelehnt
- Schülerrechtsbroschüre
- Graffiti Contest
- freistil! – Jugend engagiert in Sachsen-Anhalt
- test-it!
- NetzWerkStatt